# Église Saint-Pierre-ès-Liens de Marquay
Pour les articles homonymes, voir Église Saint-Pierre-ès-Liens.
L'église Saint-Pierre-ès-Liens est une église catholique située à Marquay, en France.

## Localisation
L'église est située dans le département français de Dordogne, sur la commune de Marquay.

## Historique
L'édifice est classé au titre des monuments historiques le 8 octobre 1910.